# Rjuzo Morioka
Rjuzo Morioka (japonsko 森岡 隆三), japonski nogometaš in trener, * 7. oktober 1975.
Za japonsko reprezentanco je odigral 38 uradnih tekem.